# Enrique Delgado Montes
Enrique Delgado Montes (Lima, 14 de març de 1939 - ibídem, 21 de març de 1996) fou un cantautor peruà, destacat com un dels millors compositors d'aquest país. Fill de Ruperto Delgado i d'Asunción Montes. Es va educar a la ciutat de Lima, seguint els seus estudis primaris en el Centre Escolar en Rímac. Trobant la fama en guanyar àmplia popularitat dues composicions seves interpretades pel grupo Los Destellos. És autor de nombroses cançons populars, és el cas de: El Ronco", un vals, i "El Gatito y Yo" de música de la Nueva Ola, para la Disquera Sono Radio. "El Avispón", y "La Ardillita, para la Disquera Odeón del Perú.